# ابن نباتة السعدي
ابن نُباتة السعدي هو الشاعر أبو نصر عبد العزيز بن عمر بن نباتة بن حميد بن نباتة بن الحجاج بن مطر السعدي التميمي، (من بني سعد من قبيلة بني تميم) ولد في بغداد عام 327هـ/941م، وبها نشأ، ودرس اللغة العربية على أيدي علماء بغداد في عصره حتى نبغ، وكان شاعراً محسناً مجيداً بارعاً جمع بين السبك وجودة المعنى، قال عنه أبو حيان: «"شاعر الوقت حسن الحذو على مثال سكان البادية لطيف الائتمام بهم خفيّ المغاص في واديهم هذا مع شعبة من الجنون وطائف من الوسواس"» وقال عنه ابن خلكان : «"معظم شعره جيد توفي ببغداد"». وانتشر شعره وطبع ديوانه، ذكره صاحب تاريخ بغداد، وصاحب وفـيات الأعيان، وصاحب مفتاح السعادة، كما ذكر أشعاره وأخباره التوحيدي والثعالبي فـي مؤلفاتهما. طرق معظم أغراض الشعر وموضوعاته ، وطغى على قصائده المدح ، وأغلب الظن أن أول مدائحه كانت فـي سيف الدولة الحمداني، فقد عدّ من خواص جلسائه وشعرائه.

## من مؤلفاته وشعره
له (ديوان شعر) وأكثره في مختارات البارودي ويحتوي على أكثر من 297 قصيدة.
وهو قائل البيت المشهور:
ولقد طاف ابن نباتة في البلاد ومدح الخلفاء والأمراء وله في مدح الأمير سيف الدولة الحمداني قصائد لطيفة منها قوله:
ومعظم شعره جيد وله ديوان شعر كبير، وقال عنه الثعالبي: «"من فحول الشعر، وآحادهم وصدور مجيديهم، وأفراد الذين أخذوا برقاب القوافي، وملكوا رق المعاني، وشعره من قرب لفظه بعيد المرام، مستمر النظام، يشتمل على غرر من حر الكلام، كقطع الروض غبً القطر، وفقر كالغنى بعد الفقر، وبدائع أحسن من مطالع الأنوار وعهد الشباب، وأرقً من نسيم الأسحار، وشكوى الأحباب"».
ومن شعره يصف فرس سيف الدولة الحمداني:
ومن بديع شعره:
ومن شعر التقوى والزهد قوله:

## وفاته
توفي عبد العزيز ابن نباتة السعدي صباح يوم الأحد ثالث أيام عيد الفطر عام 405هـ/1014م، ودفن من بعد صلاة الظهر في مقبرة الخيزران ببغداد، ورثاه الشعراء والأدباء ومنهم مهيار الديلمي بقصيدة باكية مطلعها: